# Comuna Varticăuți, Chelmenți
Vartîkivți (în ucraineană Вартиківці) este o comună în raionul Chelmenți, regiunea Cernăuți, Ucraina, formată din satele Slobozia-Varticăuți și Vartîkivți (reședința).

## Demografie
Componența lingvistică a comunei Vartîkivți
     Ucraineană (98,12%)
     Rusă (1,07%)
     Alte limbi (0,8%)
Conform recensământului din 2001, majoritatea populației comunei Vartîkivți era vorbitoare de ucraineană (98,12%), existând în minoritate și vorbitori de rusă (1,07%).